# Stelato S9
Stelato S9 (кит: 享界S9; піньїнь: Xiǎngjiè S9) — повнорозмірний електричний розкішний седан, виготовлений компанією BAIC BluePark під брендом Stelato у співпраці з HIMA, мультибрендовим автомобільним альянсом Huawei.

## Огляд
31 травня 2024 року на конференції з рестайлінгом AITO M7 Ultra було анонсовано Stelato S9. 
6 серпня 2024 року на конференції Huawei, присвяченій запуску нових продуктів, було оголошено ціну на Stelato S9. S9 ділиться на дві версії конфігурації: Max і Ultra.

## Технічні характеристики
Розміри Stelato S9 становлять 5160/1987/1486 мм, а колісна база — 3050 мм. Він буде оснащений платформою Huawei Turing і стане першим автомобілем, оснащеним системою інтелектуального водіння Huawei ADS 3.0. 

Stelato S9 буде доступний у варіантах з одним і двома двигунами. У всіх на задній осі використовується електродвигун TZ210XYA03 потужністю 227 кВт виробництва Huawei Digital Power Technology Co., Ltd. Версії з подвійним двигуном додають двигун YS210XYA03 також від Huawei на передню вісь, цей двигун має потужність 158 кВт. Він забезпечує запас ходу CLTC 665 км, 672 км, 721 км і 816 км залежно від різних комбінацій трансмісії та акумуляторів.  

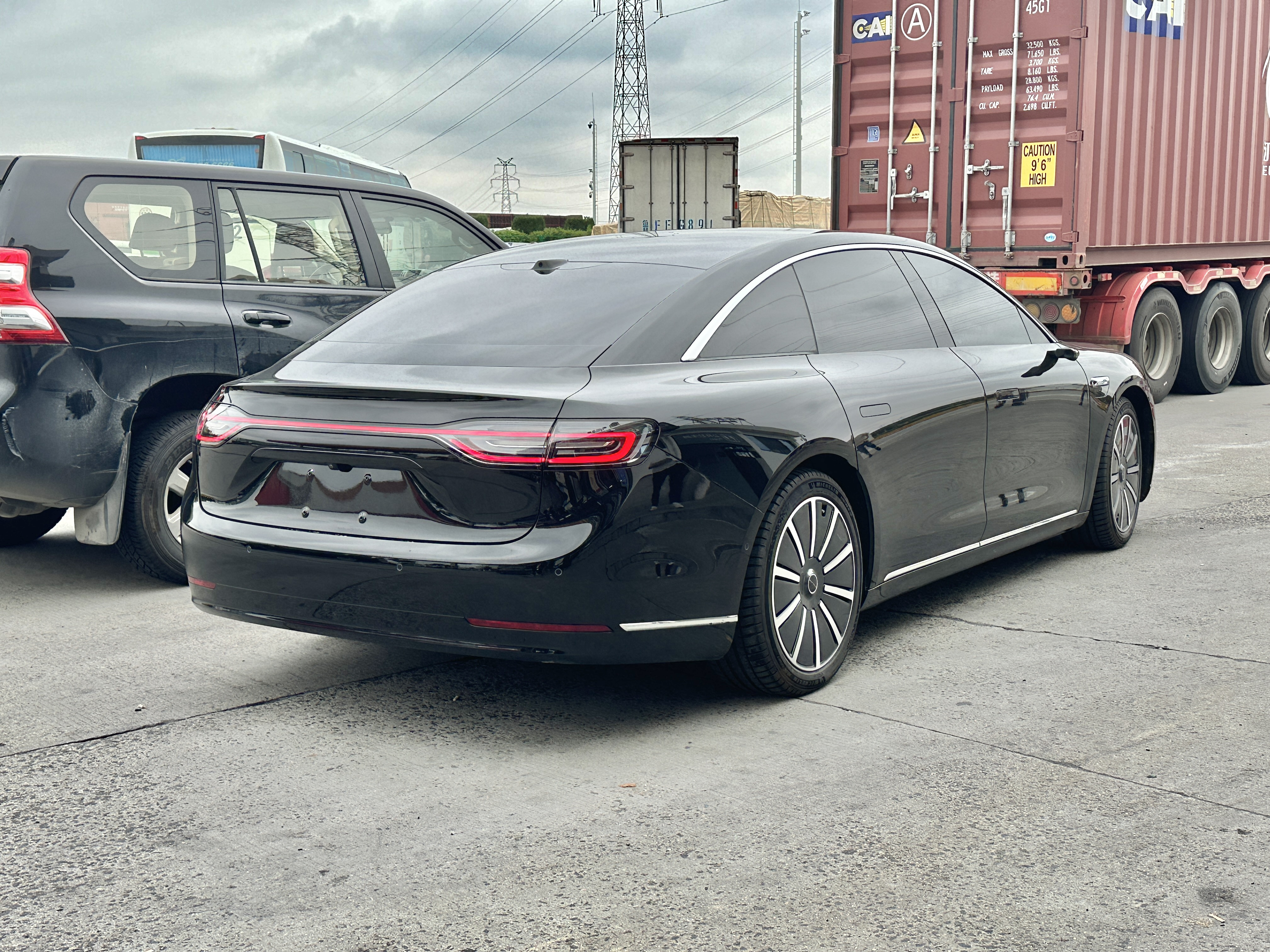
Вид ззаду
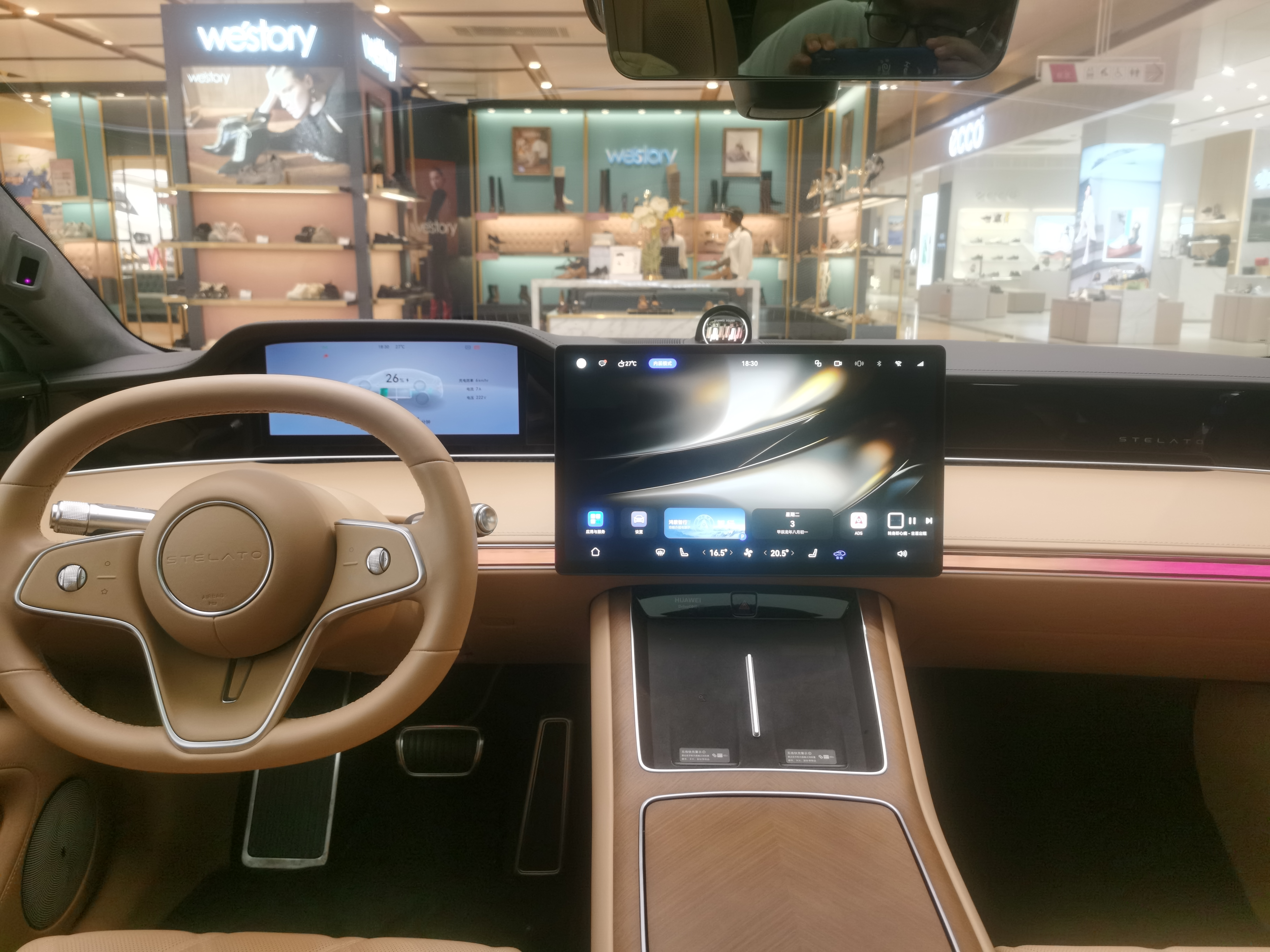
Інтер’єр